# Mathématiques de la relativité générale
 (septembre 2020).
Si vous disposez d'ouvrages ou d'articles de référence ou si vous connaissez des sites web de qualité traitant du thème abordé ici, merci de compléter l'article en donnant les références utiles à sa vérifiabilité et en les liant à la section « Notes et références ».
Les mathématiques de la relativité générale se réfèrent à différentes structures et techniques mathématiques utilisées par la théorie de la relativité générale d'Albert Einstein. Les principaux outils utilisés dans cette théorie géométrique de la gravitation sont les champs tensoriels définis sur une variété pseudo-riemannienne représentant l'espace-temps.

## Pourquoi les tenseurs?
Le principe de relativité généralisé (ou principe de covariance généralisée, ou encore covariance sous la transformation) affirme que les lois de la physique prennent les mêmes formes mathématiques dans tous les référentiels et a été l'un des principes centraux dans le développement de la relativité générale. Le terme de « covariance généralisée » a été utilisé lors de la formulation initiale de la relativité générale, mais est maintenant connu sous le nom de covariance par difféomorphisme. Bien que la covariance par difféomorphisme ne soit pas l'élément central de la relativité générale et qu'une controverse soit toujours présente concernant son statut dans la théorie, la propriété d'invariance des lois de la Physique, associée au fait que la relativité générale soit une théorie essentiellement géométrique (dans le cadre de la géométrie non euclidienne), suggère que soient utilisés les tenseurs dans sa formulation. Ceci sera discuté plus bas.

## L'espace-temps comme une variété
La plupart des approches modernes de la relativité générale se basent sur le concept de variété. Plus précisément, la construction physique de base représentant la gravitation – un espace-temps courbe – est modélisée par une variété pseudo-riemanienne lorentzienne à quatre dimensions, continue, connexe et constituant un espace séparé ou espace de Hausdorff. Les autres grandeurs physiques sont représentées par différents tenseurs (voir plus loin).
L'objectif dans le choix d'une variété comme structure mathématique de base est de pouvoir refléter au mieux les propriétés physiques. Par exemple, dans la théorie des variétés, chaque point {\displaystyle p} est contenu dans un voisinage muni d'un système de coordonnées appelé carte, et peut être pensé comme une représentation locale de l'espace-temps autour de l'observateur (représenté par le point {\displaystyle p}). La carte munie de son système de coordonnées permet de décrire localement l'espace autour du point de la variété. Le principe de covariance de Lorentz local, qui affirme que les lois de la relativité restreinte s'appliquent localement en chaque point de l'espace-temps, fournit une raison supplémentaire pour le choix de la variété pour représenter l'espace-temps : on peut préciser ce point en affirmant que localement autour d'un point d'une variété, la région « ressemble » à un espace de Minkowski (espace-temps plat).
L'idée d'une carte munie d'un système de coordonnées comme un observateur local pouvant effectuer des mesures à proximité a aussi un sens du point de vue physique, car cela correspond à la manière de fonctionner pour les mesures expérimentales – effectuées localement. Pour des problèmes cosmologiques, une carte peut être un voisinage relativement grand. En revanche, la description complète de l'espace-temps entier nécessite en général plusieurs cartes, regroupées au sein d'un atlas.

### Structure globale et structure locale
Une distinction importante en physique consiste à considérer la différence entre les structures locale et globale. Les mesures en physique sont effectuées dans une région de l'espace-temps relativement petite. On comprend alors pourquoi étudier la structure locale de l'espace-temps en relativité générale, alors que déterminer la topologie de l'espace-temps a du sens, spécialement en cosmologie afin de déterminer la structure globale de l'espace-temps.

## Tenseurs en relativité générale
La description de phénomènes physiques ne doit pas dépendre de qui fait les mesures – un système de coordonnées n'est pas meilleur qu'un autre. L'une des conséquences profondes de la théorie de la relativité a été la suppression de référentiels préférentiels. La relativité restreinte a mis fin aux référentiels inertiels pour la description des phénomènes physiques, alors que la relativité générale a éliminé tout référentiel privilégié pour une telle description.
Tout observateur peut faire des mesures et les quantités numériques obtenues dépendent seulement du système de coordonnées utilisé. Ceci suggère de formuler la relativité en utilisant des structures invariantes qui sont indépendantes du système de coordonnées (représenté par l'observateur) utilisé, et qui aient une existence propre. L'outil mathématique le plus adapté pour cela semblait être le tenseur. Pour exemple, lors de la mesure des champs électriques et magnétiques produits par les charges accélérées, les valeurs des champs dépendront du système de coordonnées utilisé, mais les champs sont considérés comme ayant une existence indépendante, représentée par le tenseur de champ électromagnétique, répondant à la formulation tensorielle des équations de Maxwell.
Mathématiquement, les tenseurs sont des opérateurs linéaires généralisés. Ils sont souvent considérés comme une représentation de fonctions multilinéaires. Ainsi les idées de l'algèbre linéaire sont utilisées pour étudier les tenseurs.
À chaque point {\displaystyle p} d'une variété {\displaystyle V} peuvent être construits les espaces tangent {\displaystyle T_{p}V} et cotangent (en) {\displaystyle T_{p}^{\star }V} à la variété {\displaystyle V} en {\displaystyle p}. Les vecteurs (dénommés parfois vecteurs contravariants) sont définis comme éléments de l'espace tangent et les covecteurs (dénommés parfois vecteurs covariants, mais plus souvent vecteurs duaux ou 1-forme) comme éléments de l'espace cotangent.
Ces deux espaces vectoriels peuvent être utilisés pour construire des tenseurs de type {\displaystyle (r,s)} en {\displaystyle p}. Ces tenseurs sont des graphes multilinéaires de valeur réelle agissant sur l'espace produit cartésien de {\displaystyle r} copies de l'espace cotangent à  {\displaystyle M} en {\displaystyle p} d'une part avec {\displaystyle s} copies de l'espace tangent à {\displaystyle M} en {\displaystyle p} d'autre part. L'ensemble de tous ces graphes multilinéaires forme un espace vectoriel, appelé l'espace produit tensoriel de type {\displaystyle (r,s)} en {\displaystyle p} et noté par {\displaystyle (T_{p})^{r}{}_{s}M}. Si l'espace tangent est de dimension {\displaystyle n}, il peut être démontré que {\displaystyle \dim(T_{p})^{r}{}_{s}M=n^{r+s}}.
Dans la littérature sur la relativité générale, il est conventionnel d'utiliser la convention des composants pour les tenseurs. Un tenseur de type {\displaystyle (r,s)} peut être écrit :
où {\displaystyle {\tfrac {\partial }{\partial x^{a_{i}}}}} est une base pour le {\displaystyle i}-ème espace tangent et {\displaystyle \mathrm {d} x^{b_{j}}} une base pour le {\displaystyle j}-ème espace cotangent.
Du fait que l'espace-temps est supposé de dimension 4, chaque index d'un tenseur ne peut prendre qu'une des 4 valeurs possibles. De ce fait, le nombre total d'éléments d'un tenseur vaut {\displaystyle 4^{R}}, où {\displaystyle R} est la somme du nombre des indices covariants et contravariants du tenseur (ce nombre est appelé rang du tenseur).

### Tenseurs symétriques et antisymétriques
Certaines quantités physiques peuvent être représentées par des tenseurs dont tous les composants ne sont pas indépendants. On peut notamment citer les exemples des tenseurs symétriques et antisymétriques. Les tenseurs antisymétriques sont couramment utilisés pour représenter des rotations (par exemple, le tenseur de vorticité).
Bien qu'un tenseur générique de rang {\displaystyle R} et de dimension 4 ait {\displaystyle 4^{R}} composants, des contraintes sur ce tenseur telles que la symétrie ou l'antisymétrie permettent de réduire le nombre de composants distincts. Par exemple, un tenseur de rang 2 {\displaystyle T} symétrique vérifie {\displaystyle T_{ab}=T_{ba}} et possède 10 composants indépendants, alors qu'un tenseur de rang 2 {\displaystyle P} antisymétrique vérifie {\displaystyle P_{ab}=-P_{ba}} et possède 6 composants indépendants. Pour des rangs supérieurs à 2, les paires d'index symétriques et antisymétriques doivent être explicitement identifiés.
Les tenseurs antisymétriques de rang 2 jouent des rôles importants en théorie de la relativité. L'ensemble de tous ces tenseurs – souvent appelés bivecteurs – forment un espace vectoriel de dimension 6, parfois appelé espace bivectoriel.

### Le tenseur métrique
Le tenseur métrique est un objet central en relativité générale. Il décrit la géométrie locale de l'espace-temps (en tant que résultat de la résolution de l'équation d'Einstein). En utilisant l'approximation des champs faibles, la métrique peut aussi être considérée comme la représentation d'un potentiel gravitationnel.

## Champs de tenseurs en relativité générale
Les champs de tenseurs sur une variété sont des applications {\displaystyle {\mathbf {T} }:p\mapsto {\mathbf {T} }(p)} qui associent un tenseur à chaque point {\displaystyle p} de la variété. Cette notion peut être rendue plus précise en introduisant l'idée d'espace fibré, qui dans le contexte présent est destiné à rassembler tous les tenseurs de tous les points de la variété, en formant ainsi un objet appelé fibré tensoriel. Un champ de tenseurs est alors défini comme une application reliant la variété au fibré tensoriel, associant à chaque point {\displaystyle p} un tenseur en {\displaystyle p}.
La notion de champ de tenseurs est d'une importance majeure en Relativité Générale. Par exemple, la géométrie autour d'une étoile est décrite par un tenseur métrique en chaque point, nécessitant que la valeur de la métrique soit donnée en chaque point de l'espace-temps pour déterminer la trajectoire des particules. Autre exemple : les valeurs des champs magnétique et électrique (donnés par le tenseur du champ électromagnétique) et la métrique en chaque point autour d'un trou noir chargé déterminent le mouvement d'une particule chargée soumise à ce champ.
Les champs vectoriels sont des champs tensoriels contravariant de rang 1. La quadrivitesse, {\displaystyle U^{a}={\tfrac {\mathrm {d} x^{a}}{\mathrm {d} \tau }}}, qui est la distance parcourue dans l'espace-temps par unité de temps propre, la quadri-accélération {\displaystyle A^{a}={\tfrac {\mathrm {d} ^{2}x^{a}}{\mathrm {d} \tau ^{2}}}} et le 4-courant {\displaystyle J^{a}}, décrivant les densités de charge et de courant, sont des exemples de champs vectoriels importants en relativité. D'autres champs de tenseurs utilisés en relativité sont :
- Le tenseur énergie-impulsion {\displaystyle T^{ab}}, tenseur symétrique de rang 2.
- Le tenseur de champ électromagnétique {\displaystyle F^{ab}}, tenseur antisymétrique de rang 2.

Bien que le mot « tenseur » se réfère à un objet en un point, il est courant de parler de champs de tenseurs de l'espace-temps (ou d'une de ses régions) sous la dénomination de « tenseurs ».
En chaque point de l'espace-temps où une métrique est définie, cette dernière peut être réduite à la forme de Minkowski (par la loi d'inertie de Sylvester).

## Dérivées de tenseurs
Avant l'arrivée de la relativité générale, les modifications dans les processus physiques étaient généralement décrites par des dérivées partielles, permettant par exemple de modéliser les champs électromagnétiques (voir Équations de Maxwell). Même en relativité restreinte, les dérivées partielles sont suffisantes pour décrire de telles modifications. Cependant, en relativité générale, il est apparu que les dérivées s'appliquant aux tenseurs doivent être utilisées.
Le problème pour définir les dérivées sur des variétés qui ne sont pas « plates » est qu'il n'existe pas de manière naturelle pour comparer des vecteurs en des points différents. Une structure supplémentaire sur les variétés est nécessaire pour définir les dérivées. Les paragraphes suivants décrivent deux dérivées importantes qui peuvent être définies en imposant une structure supplémentaire sur les variétés dans les deux cas.

### Connexions affines
Bien que comparer des vecteurs en différents points ne soit généralement pas un processus bien défini, une connexion affine {\displaystyle \nabla } est une règle qui décrit comment déplacer de manière légitime un vecteur le long d'une courbe de la variété sans changer sa direction (en le gardant parallèle à lui-même), d'où la terminologie de transport parallèle.  
La connexion affine est une application linéaire faisant correspondre à deux champs de vecteurs ({\displaystyle {\vec {X}}}et {\displaystyle {\vec {Y}}}) un troisième champ. Si ce champ s'annule, {\displaystyle {\vec {X}}}est dit être transporté parallèlement le long de {\displaystyle {\vec {Y}}} – ceci exprime que le vecteur pointe toujours dans la même direction le long d'une courbe intégrale du champ {\displaystyle {\vec {Y}}}. Cette connexion affine ainsi permet de définir la notion de transport parallèle. La torsion d'une connexion est un champ de vecteurs continu. Si la torsion s'annule, la connexion est dite sans torsion ou plus communément symétrique.
Une connexion affine importante est la connexion de Levi-Civita, qui est une connexion symétrique qui résulte du transport parallèle d'un vecteur tangent le long d'une courbe tout en conservant la norme de ce vecteur le long de la courbe. Les coefficients de connexion résultant sont appelés symboles de Christoffel et peuvent être calculés directement à partir de la métrique. Pour cette raison, ce type de connexion est souvent appelé une connexion métrique.

### Dérivée covariante
Le champ de vecteurs {\displaystyle \nabla _{\vec {Y}}{\vec {X}}} est appelé la dérivée covariante de {\displaystyle {\vec {X}}} le long de {\displaystyle {\vec {Y}}} et peut être exprimé dans n'importe quel système de coordonnées en définissant au préalable les fonctions {\displaystyle \Gamma _{ji}^{k}}, appelées les coefficients de connexion :
Malgré la première apparence, les coefficients de connexion ne sont pas les composants d'un tenseur.
Dans un système de coordonnées, la dérivée covariante de X le long de Y est alors
L'expression entre parenthèses, appelée la dérivée covariante de {\displaystyle X} relativement à la connexion et notée {\displaystyle \nabla {\vec {X}}} est plus souvent utilisée dans les calculs :
La dérivée covariante de X peut ainsi être vue comme un opérateur différentiel agissant sur un champ de vecteurs et lui faisant correspondre un champ de tenseurs de type (1,1) (augmentant l'index de covariance de 1). Elle peut être généralisée pour agir sur des champs de tenseurs de type {\displaystyle (r,s)} et lui faisant correspondre un champ de tenseurs de type {\displaystyle (r,s+1)}. La notion de transport parallèle peut alors être définie de la même manière que dans le cas des champs vectoriels.

### La dérivée de Lie
La dérivée de Lie est une autre dérivée de tenseur importante. Tandis que la dérivée covariante nécessite une connexion affine pour permettre la comparaison entre des vecteurs en différents points, la dérivée de Lie utilise la congruence d'un champ de vecteurs pour répondre au même besoin. L'idée de faire glisser une fonction le long d'une congruence amène à la définition de la dérivée de Lie, où une fonction « glissée » est comparée à la valeur de la fonction originale en un point donné. La dérivée de Lie peut être définie pour des champs de tenseurs de type {\displaystyle (r,s)} et peut être vue comme une carte qui associe un tenseur type {\displaystyle (r,s)} à un autre tenseur de type {\displaystyle (r,s)}.
La dérivée de Lie est généralement notée {\displaystyle {\mathcal {L}}_{X}}, où {\displaystyle X} est le champ de vecteurs dont la congruence de la dérivée de Lie est extraite.

## Le tenseur de courbure de Riemann
Un élément fondamental de la relativité générale est le concept de variété courbe. Une manière utile d'exprimer la courbure d'une variété est d'utiliser un objet appelé tenseur (de courbure) de Riemann.
Ce tenseur mesure la courbure en utilisant une connexion affine considérant les effets d'un transport parallèle d'un vecteur reliant deux points le long de deux courbes. La différence entre les résultats  de ces deux transports parallèles est quantifiée par le tenseur de Riemann.
Cette propriété du tenseur de Riemann peut être utilisée pour décrire comment des géodésiques initialement parallèles divergent. Ceci est exprimé par l'équation de la déviation des géodésiques et exprime le fait que les forces de marée générées par un champ gravitationnel sont le résultat de la courbure de l'espace-temps.
Le tenseur de Riemann est alors défini comme un tenseur de type (1,3). Exprimé explicitement, il contient les symboles de Christoffel et ses dérivées partielles d'ordre 1. Il contient 20 composantes indépendantes. L'annulation de toutes ces composantes dans une région indique que l'espace-temps y est plat. Du point de vue de la déviation des géodésiques, ceci signifie que des géodésiques initialement parallèles dans cette région le resteront.
Le tenseur de Riemann possède un certain nombre de propriétés désignées sous le « terme de symétrie du tenseur de Riemann ». On utilise particulièrement dans le cadre de la relativité générale les identités algébriques et différentielles de Bianchi.
La connexion et la courbure d'une variété riemannienne sont fortement liées. La théorie des groupes d'holonomie, qui sont formés en utilisant des graphes linéaires définis par le transport parallèle le long de courbes de la variété, fournit une description de cette relation.

## Le tenseur énergie-impulsion
Les sources du champ gravitationnel (matière et énergie) sont représentées en relativité par un tenseur à deux indices symétrique appelé tenseur énergie-impulsion (les indices pouvant être en haut, en bas ou encore mixtes). Il est intimement relié au tenseur de Ricci. En tant que tenseur à deux indices en 4 dimensions le tenseur peut être considéré comme étant une matrice 4×4. Cependant les différents types de matrices admissibles, appelés formes de Jordan, ne peuvent pas tous être réalisés car des conditions d'énergie imposées sur le tenseur énergie-impulsion en contraignent la forme

### Conservation de l'énergie
En relativité générale on peut exprimer une forme locale de la conservation de l'énergie-impulsion. Elle est exprimée sous forme condensée par l'équations suivante
L'équation analogue dans le cadre de la relativité restreinte s'écrit quant à elle
Ce qui illustre la règle selon laquelle en relativité générale les dérivées partielles correspondent à des dérivées covariantes.

## L'équation d'Einstein
Les équations du champ d'Einstein sont au cœur de la théorie de la relativité générale. Elles décrivent comment la masse et l'énergie (représentés par le tenseur énergie-impulsion) modifient la géométrie de l'espace-temps. En notation en indice abstrait, ces équations se lisent ainsi:
{\displaystyle G_{\mu \nu }+\Lambda g_{\mu \nu }={8\pi G \over c^{4}}T_{\mu \nu }}
où {\displaystyle G_{\mu \nu }} est le tenseur d'Einstein, {\displaystyle \Lambda } est la constante cosmologique, {\displaystyle c} est la vitesse de la lumière dans le vide et {\displaystyle G} est la constante gravitationnelle, qui provient de la loi universelle de la gravitation.
Cette équation est parfois présentée avec le signe "moins" devant la constante cosmologique (Λ) et/ou devant le coefficient du tenseur énergie-impulsion (T). Cela dépend des conventions d'auteurs prises pour la signature du tenseur métrique (avec échanges du tenseur métrique gij en -gij et de la courbure scalaire R en -R) et pour la définition du tenseur de courbure et du tenseur de Ricci (avec échanges du tenseur de Ricci Rij en -Rij et de la courbure scalaire R en -R).
Les conventions de signe classiques sont celles de Misner, Thorne et Wheeler (MTW, Gravitation, 1973), avec :
- une signature (-, +, +, +)
- un tenseur de courbure défini par Rijkl = Γijl,k + ...
- un tenseur de Ricci défini par Rij = Rkikj

## Les équations de géodésique
Une fois l'équation d'Einstein résolue pour obtenir la métrique, il reste à déterminer le mouvement des objets inertiels dans l'espace-temps. En relativité générale, on suppose que le mouvement inertiel a lieu le long de géodésiques de l'espace-temps, paramétrisées à l'aide de la variable temps propre. Les géodésiques sont des courbes qui transportent parallèlement leur propre vecteur tangent {\displaystyle {\vec {U}}}. On écrit alors cette condition par {\displaystyle \nabla _{\vec {U}}{\vec {U}}=0}, qui constitue l'équation géodésique. Il est possible de décrire cette dernière en fonction d'un système de coordonnées {\displaystyle x^{a}} en prenant le vecteur tangent {\displaystyle U^{a}={\tfrac {\mathrm {d} x^{a}}{\mathrm {d} \tau }}} :
où le point désigne la dérivée {\displaystyle \mathrm {d} /\mathrm {d} \tau } par rapport au temps propre {\displaystyle \tau } choisi comme paramétrisation de la courbe dans le cas où la courbe est de genre temps. Dans le cas d'une courbe de genre lumière, on ne peut choisir le temps propre comme coordonnée et il est alors nécessaire d'utiliser un paramètre affine. On observe alors la présence des symboles de Christoffel dans l'équation.
Une caractéristique principale de la relativité générale est de permettre de déterminer le chemin parcouru par des particules test ainsi que la trajectoire des rayons lumineux dans un champ gravitationnel. Il suffit pour cela de résoudre les équations géodésiques.
Les équations d'Einstein relient la distribution totale de matière-énergie à la courbure de l'espace-temps. Leur grande non-linéarité rend difficile la détermination exacte du mouvement précis de la matière dans un espace-temps courbe. Par exemple, dans un système composé d'une planète en orbite autour d'une étoile, le mouvement de la planète est déterminé en résolvant les équations du champ gravitationnel qui font intervenir le tenseur énergie-impulsion de la planète et de l'étoile. Le champ gravitationnel de la planète affecte la géométrie entière de l'espace-temps et par conséquent le mouvement des objets. Il est par conséquent raisonnable que les équations du champ gravitationnel déterminent les équations géodésiques.

## Aspects mathématiques

### Nécessité d'une théorie relativiste de la gravitation
Mathématiquement, la force de gravitation de Newton dérive d'une énergie potentielle. Le potentiel de gravitation associé à cette énergie potentielle obéit à l'équation de Poisson, qui n'est pas covariante sous transformation de Lorentz. La théorie de la gravitation de Newton n'est donc pas compatible avec le principe fondamental de relativité restreinte énoncé par Einstein en 1905.
Ce principe étant supposé avoir une validité universelle, Einstein va chercher une théorie de la gravitation qui soit compatible avec lui. Le résultat de sa quête est la théorie de la relativité générale.

### Modélisation de l'espace-temps
Notre perception intuitive nous indique que l'espace-temps apparait régulier et continu, c'est-à-dire « sans trous ». Mathématiquement, ces propriétés vont se traduire par le fait que l'espace-temps sera modélisé par une variété différentielle lisse à 4 dimensions {\displaystyle M_{4}}, c'est-à-dire un espace à 4 dimensions pour lequel le voisinage de chaque point ressemble localement à un espace euclidien à 4 dimensions.

### Géométrie de l'espace-temps
Cet article suit les conventions de signe classiques de MTW 
Il adopte également la convention de sommation d'Einstein.

#### Tenseur métrique
La variété  différentielle {\displaystyle M} est munie d'une métrique lorentzienne définie par un tenseur métrique {\displaystyle \mathbf {g} }, et constitue ainsi une variété lorentzienne, qui constitue un cas particulier de variété pseudo-riemannienne (le qualificatif « lorentzienne » sera précisé plus loin dans le texte ; cf. métrique lorentzienne).
Soit un système de coordonnées quelconque {\displaystyle x^{\mu }} autour d'un point {\displaystyle P}, et soient {\displaystyle {\mathbf {e} }_{\mu }(x)} une base locale de {\displaystyle T_{x}M}, espace  tangent à la variété au point {\displaystyle x\in M}. Un vecteur tangent {\displaystyle \mathbf {w} \in T_{x}M} s'écrit alors comme la combinaison linéaire :
Les {\displaystyle w^{\mu }} sont appelés les composantes contravariantes du vecteur {\displaystyle \mathbf {w} }. Le tenseur métrique {\displaystyle \mathbf {g} } est la forme bilinéaire symétrique :
où {\displaystyle \mathrm {d} x^{\mu }} désigne la base duale de {\displaystyle {\mathbf {e} }_{\mu }(x)} dans l'espace cotangent {\displaystyle T_{x}^{*}M}, c'est-à-dire la forme linéaire sur {\displaystyle T_{x}M} telle que :
Les composantes  {\displaystyle g_{\mu \nu }(x)} du  tenseur métrique varient de manière continue dans l'espace-temps.
Le tenseur métrique peut ainsi être représenté par une matrice 4×4 réelle symétrique :
Or, toute matrice 4×4 réelle possède a priori 4 × 4 = 16 éléments indépendants. La condition de symétrie réduit ce nombre à 10 : il reste en effet les 4 éléments diagonaux, auxquels il faut ajouter (16 − 4)/2 = 6 éléments non diagonaux. Le tenseur {\displaystyle g_{\mu \nu }} possède donc seulement 10 composantes indépendantes.

#### Produit scalaire
Le tenseur métrique définit pour chaque point {\displaystyle x\in M} de la variété un pseudo-produit scalaire (pseudo au sens où l'hypothèse de positivité est retirée ; cf. métrique lorentzienne) dans l'espace {\displaystyle T_{x}M} euclidien tangent à {\displaystyle M}  au point {\displaystyle x}. Si {\displaystyle \mathbf {u} } et {\displaystyle \mathbf {v} } sont deux vecteurs de {\displaystyle T_{x}M}, leur produit scalaire s'écrit :
En particulier, en prenant deux vecteurs de base, on obtient les composantes :
Remarque : {\displaystyle w^{\mu }} désignant les composantes contravariantes du vecteur {\displaystyle \mathbf {w} }, on peut définir de même ses composantes covariantes par :

#### Distance élémentaire
Considérons le vecteur déplacement élémentaire {\displaystyle \mathrm {d} \mathbf {P} \ =\ \epsilon ^{\mu }\ \mathbf {e} _{\mu }} entre le point {\displaystyle P} et un point infiniment voisin : {\displaystyle |\epsilon ^{\mu }|\ll 1}. Sa norme infinitésimale invariante est le nombre réel noté {\displaystyle \mathrm {d} s^{2}}, et on a :
Si l'on note « à la physicienne » {\displaystyle \epsilon ^{\mu }=\mathrm {d} x^{\mu }} les composantes du vecteur déplacement élémentaire, la longueur infinitésimale s'écrit formellement :
Attention : dans cette formule, {\displaystyle \mathrm {d} x^{\mu }} représente un nombre réel qui s'interprète physiquement comme la « variation infinitésimale » de la coordonnée {\displaystyle x^{\mu }}, et non une forme différentielle !

#### Métrique lorentzienne
Précisons maintenant l'expression lorentzienne, qui signifie que le tenseur métrique est de signature (1,3). Le principe d'équivalence assure qu'on peut effacer localement un champ de gravitation en prenant un système de coordonnées localement inertiel bien choisi. Dans un tel système de coordonnées localement inertiel {\displaystyle X^{\alpha }} autour du point {\displaystyle P} précédent, l'invariant {\displaystyle \mathrm {d} s^{2}} s'écrit :
où {\displaystyle \eta _{\alpha \beta }} est la métrique plate de Minkowski. On adopte ici la convention de signe MTW :
On utilisera ici les conventions usuelles suivantes :
- un indice grec varie de 0 à 3. Il est associé à une grandeur dans l'espace-temps.
- un indice latin varie de 1 à 3. Il est associé aux composantes spatiales d'une grandeur dans l'espace-temps.

Par exemple, le 4-vecteur position s'écrit dans un système de coordonnées localement inertiel :
Le caractère lorentzien de la variété {\displaystyle M} assure ainsi que l'espace euclidien tangent à  {\displaystyle M} possède en chaque point un pseudo-produit scalaire (pseudo au sens où l'hypothèse de positivité est retirée) ayant 3 valeurs propres strictement positives (associées à l'espace) et une valeur propre strictement négative (associée au temps). En particulier, l'intervalle élémentaire de temps propre séparant deux évènements vérifie :

#### Notions générales de connexion & dérivée covariante
Comparer des vecteurs en différents points n'est généralement pas un processus bien défini. Une connexion affine  est donc une règle qui décrit comment déplacer de manière légitime un vecteur le long d'une courbe de la variété sans changer sa direction, i.e. en le gardant parallèle à lui-même.
D'une manière générale, on appelle connexion {\displaystyle \nabla } un opérateur qui associe à un champ de vecteurs {\displaystyle \mathbf {V} } du fibré tangent {\displaystyle TM} un champ d'endomorphismes {\displaystyle \nabla \mathbf {V} } de ce fibré. Si {\displaystyle {\mathbf {w} }\in T_{x}M} est un vecteur tangent au point {\displaystyle x\in M}, on note usuellement :
On dit que {\displaystyle \nabla _{\mathbf {w} }\ \mathbf {V} } est la dérivée covariante du vecteur {\displaystyle \mathbf {V} } dans la direction {\displaystyle {\mathbf {w} }}. On impose de plus à {\displaystyle \nabla \mathbf {V} } de vérifier la condition supplémentaire que, pour toute fonction {\displaystyle f}, on ait :
La dérivée covariante vérifie les deux propriétés de linéarité suivantes :
- linéarité en {\displaystyle w}, c'est-à-dire que, quels que soient les champs de vecteurs {\displaystyle w} et {\displaystyle u} et les nombres réels {\displaystyle a} et {\displaystyle b}, on ait :{\displaystyle \nabla _{(a\mathbf {w} +b\mathbf {u} )}\mathbf {V} \ =\ a\ \nabla _{\mathbf {w} }\mathbf {V} \ +\ b\ \nabla _{\mathbf {u} }\mathbf {V} }

- linéarité en {\displaystyle V}, c'est-à-dire que, quels que soient les champs de vecteurs {\displaystyle X} et {\displaystyle Y} et les nombres réels {\displaystyle a} et {\displaystyle b}, on ait :{\displaystyle \nabla _{\mathbf {w} }(a\mathbf {X} +b\mathbf {Y} )\ =\ a\ \nabla _{\mathbf {w} }\mathbf {X} \ +b\ \nabla _{\mathbf {w} }\mathbf {Y} }

Une fois que la dérivée covariante est définie pour les champs de vecteurs, elle peut être étendue aux champs tensoriels en utilisant la règle de Leibniz : si  {\displaystyle \mathbf {T} } et {\displaystyle \mathbf {S} } sont deux tenseurs quelconques, on impose que :
La dérivée covariante d'un champ de tenseurs le long d'un vecteur {\displaystyle \mathbf {w} } est à nouveau un champ de tenseurs du même type.

#### Connexion associée à la métrique
On définit la connexion de Levi-Civita  comme étant l'unique connexion vérifiant en plus des conditions précédentes que, pour tous champs de vecteurs X, Y, Z de TM, on ait :
- {\displaystyle \nabla _{\mathbf {X} }(\mathbf {g} (\mathbf {Y} ,\mathbf {Z} ))\ =\ \mathbf {g} (\nabla _{\mathbf {X} }\mathbf {Y} ,\mathbf {Z} )\ +\ \mathbf {g} (\mathbf {Y} ,\nabla _{\mathbf {X} }\mathbf {Z} )} (parallélisme).
- {\displaystyle \nabla _{\mathbf {X} }\mathbf {Y} \ -\ \nabla _{\mathbf {Y} }\mathbf {X} \ =\ [\mathbf {X} ,\mathbf {Y} ]}, où {\displaystyle [\mathbf {X} ,\mathbf {Y} ]} est le crochet de Lie de X et Y (torsion nulle).

#### Description en coordonnées
La dérivée covariante d'un vecteur est un vecteur, et peut ainsi être exprimée comme une combinaison linéaire de tous les vecteurs de base :
où {\displaystyle \Gamma ^{\rho }} représente la composante du vecteur dérivée covariante dans la direction {\displaystyle \mathbf {e} _{\rho }} (cette composante dépend du vecteur {\displaystyle \mathbf {w} } choisi).
Pour décrire la dérivée covariante il suffit de décrire celle de chacun des vecteurs de base {\displaystyle \mathbf {e} _{\nu }} le long de la direction {\displaystyle \mathbf {e} _{\mu }}. On définit alors les symboles de Christoffel {\displaystyle \Gamma ^{\rho }{}_{\mu \nu }} dépendants de 3 indices par :
La connexion de Levi-Civita est entièrement caractérisée par ces symboles de Christoffel. Appliquons en effet la formule générale :
sous la forme :
Sachant que {\displaystyle \mathrm {d} V^{\nu }(\mathbf {e} _{\mu })=\partial _{\mu }V^{\nu }}, on obtient :
Le premier terme de cette formule décrit la « déformation » du système de coordonnées par rapport à la dérivée covariante, et le second les changements de coordonnées du vecteur {\displaystyle \mathbf {V} }. Les indices sommés étant muets, on peut réécrire cette formule sous la forme :
On en déduit la formule importante pour les composantes :
En utilisant la formule de Leibniz, on démontrerait de même que :
Pour calculer explicitement ces composantes, les expressions des symboles de Christoffel doivent être déterminées à partir de la métrique. On les obtient aisément en écrivant les conditions suivantes :
Le calcul explicite de cette dérivée covariante conduit à :
où {\displaystyle g^{\mu \nu }\ } sont les composantes du tenseur métrique inverse, définies par les équations :
Les symboles de Christoffel ont une symétrie par rapport aux indices du bas : {\displaystyle \Gamma ^{\mu }{}_{\rho \sigma }=\Gamma ^{\mu }{}_{\sigma \rho }.\ }
Remarque : on définit parfois aussi les symboles suivants :
tels que :

#### Tenseur de courbure de Riemann
Le tenseur de courbure de Riemann {\displaystyle \mathbf {R} } est le tenseur d'ordre 4 défini pour tous champs de vecteurs X, Y, Z de {\displaystyle M} par :
Ses composantes s'écrivent explicitement en termes de la métrique :
Les symétries de ce tenseur sont :
Il vérifie de plus la relation :

#### Tenseur de courbure de Ricci
Le tenseur de Ricci est le tenseur d'ordre 2 défini par contraction du tenseur de courbure de Riemann :
Ses composantes s'écrivent explicitement en fonction de la métrique :
Ce tenseur est symétrique : {\displaystyle R_{\mu \nu }\ =\ R_{\nu \mu }\ }.

#### Courbure scalaire
La courbure scalaire est l'invariant défini par contraction du tenseur de Ricci avec la métrique :

### Équation d'Einstein
L’équation complète du champ gravitationnel, qu'on appelle l'équation d'Einstein, s’écrit :
où {\displaystyle \Lambda } est la constante cosmologique, {\displaystyle c} est la vitesse de la lumière dans le vide, {\displaystyle G} est la constante gravitationnelle qui apparaît aussi dans la loi de la gravitation newtonienne, et {\displaystyle T_{\mu \nu }} le tenseur énergie-impulsion.
Cette équation est parfois présentée avec le signe "moins" devant le membre de droite et/ou devant la constante cosmologique. Cela dépend des conventions d'auteurs prises pour la signature du tenseur métrique (avec échanges du tenseur g en -g et du scalaire R en -R) et pour la définition du tenseur de courbure et du tenseur de Ricci (avec échanges du tenseur R en -R et du scalaire R en -R).
Cette présentation est conforme aux conventions de signe classiques de Misner, Thorne et Wheeler (MTW, Gravitation, 1973), avec une signature (-, +, +, +), un tenseur de courbure défini par Rijkl = Γijl,k + ..., et un tenseur de Ricci défini par Rij = Rkikj.
Ces conventions sont également utilisées par Caroll (Spacetime and Geometry, 2004), Hartle (Gravity, 2003), Hawking & Ellis (The large scale structure of space-time, 1973) et Poisson (A Relativist's Toolkit, The Mathematics of Black-Hole Mechanics, 2004).
Le tenseur symétrique {\displaystyle g_{\mu \nu }} possédant 10 composantes indépendantes, l'équation tensorielle d'Einstein est équivalente à un système de 10 équations scalaires indépendantes. Ce système aux dérivées partielles non linéaires couplées est le plus souvent très difficile à étudier.

### Tenseur énergie-impulsion
Le tenseur énergie-impulsion peut s'écrire sous la forme d'une matrice 4×4 réelle symétrique :
On y retrouve les grandeurs physiques suivantes :
- T00 est la densité volumique d'énergie. Elle est positive.
- T10, T20, T30 sont les densités de moments.
- T01, T02, T03 sont les flux d'énergie.
- La sous-matrice 3×3 des composantes spatiale-spatiale :

est la matrice des flux de moments. En mécanique des fluides, sa diagonale correspond à la pression, et les autres composantes correspondent aux efforts tangentiels dus à la viscosité.
Pour un fluide au repos, le tenseur énergie-impulsion se réduit à la matrice diagonale {\displaystyle \mathrm {diag} (\rho c^{2},p,p,p)} où {\displaystyle \rho } est la masse volumique et {\displaystyle p} la pression hydrostatique.

### Cours en ligne
- Laurent Baulieu, Introduction à la relativité générale, cours d'introduction donné à l'École polytechnique par un chercheur du Laboratoire de physique théorique des hautes énergies de l'université Paris 6 (Fichier pdf — 53 pages.)
- Éric Gourgoulhon, Relativité générale, cours de Master 2e année, Observatoire de Paris et Universités Paris 6, Paris 7 et Paris 11 (fichier PDF — 188 pages)